# きのしたがく
きのした がく（1977年 - ）は、日本の映像作家、アニメーター。
主に、NHKの音楽番組「みんなのうた」などのアニメーションを制作している。東京都生まれ。

## 作品一覧

### 映像作品
- NHK総合『星新一ショートショート』#20「ネコ」（監督、2008年）
- 歌謡ポップスチャンネル『ステーションID』（アニメーション制作、2008年）
- 『くまのがっこうのちいさなおはなし』「本編内ショートアニメ」（アニメーション制作、2009年）
- SMAP×SMAP『ブリッジ映像』（アニメーション制作、2011年）
- ベネッセ『こどもちゃれんじ』「ENGLISH SOUNDS」（アニメーション制作、2011年 - 2012年）
- 七福タオル『TOWEL STORY（父と娘編）』（アニメーション制作、2011年）[1]
- Yahoo! JAPAN『はらぺこかいじゅう - クイシンボーヤ』（アニメーション制作、2011年）
- BS-TBS『水曜デラックス』「オープニングタイトル」（アニメーション制作、2012年）
- 七福タオル『TOWEL STORY（泣き虫ナオト編）』（アニメーション制作、2012年）[1]
- カミナリグモ『王様のミサイル』（PV制作、2012年）
- 七福タオル『TOWEL STORY（初恋編）』（アニメーション制作、2012年）
- NHK Eテレ『おはなしのくにクラシック』第18回「短歌」（アニメーション制作、2013年）[2]
- 損保ジャパンCHINA『企業認知映像』（アニメーション制作、2013年）[3]
- NHK Eテレ『シャキーン!』「漢字ノート」（アニメーション制作、2013年）
- Aimer『今日から思い出』（MV制作、2013年）
- 七福タオル『TOWEL STORY（追憶編）』（アニメーション制作、2013年）[1]
- Aimer『眠りの森』（MV制作、2013年）
- Aimer『ポラリス』（MV制作、2013年）
- 17 September『絆』（MV制作、2014年）[4]
- Aimer『MINE』（MV制作、2014年）
- NHK Eテレ『シャキーン!』「ジャストポイント」（アニメーション制作、2014年）
- NHK Eテレ『ムジカ・ピッコリーノ』「かえるのうた」（アニメーション制作、2014年）
- 新千歳空港国際アニメーション映画祭『オープニングムービー2014』（アニメーション制作、2014年）
- Yahoo! JAPAN『Full Life Project』（アニメーション制作、2014年）
- Aimer『君を待つ』（MV制作、2015年）
- よつ葉乳業『イメージビデオ』第一話「酪農家の牛乳」、第二話「牧場と子供」、第三話「母親の愛情」（アニメーション制作、2015年）
- とびうめネット『紹介アニメーション』「少女篇」、「高齢者篇」（アニメーション制作、2015年）
- ベネッセ 『こどもちゃれんじ ほっぷ English』「きのこ」（アニメーション制作、2016年）
- Aimer『everlasting snow』（MV制作、2016年）
- NHK総合『ロスト北斎』（番組内アニメーション制作、2016年）
- リクルート『Kidsly紹介動画』（アニメーション制作、2018年）
- Aimer『思い出は奇麗で』（MV制作、2018年）
- 中嶋ユキノ『お・ふくろうママの歌』（MV制作、2018年）
- 明治安田生命『ジャグとニット帽』（アニメーション制作、2018年）
- 北陸カワラ『テレビCM』（アニメーション制作、2019年）
- 17 September『sakuraと星とヒトリの夜』（MV制作、2020年）
- 三幸製菓『粒より小餅』Web用CM（アニメーション制作、2020年）
- 東京書籍『平家物語 那須与一』（アニメーション制作、2020年）
- NHK Eテレ『100分de名著』「黒い皮膚・白い仮面」（アニメーション制作、2020年）
- Wish me mell × 倉木麻衣『ひとりじゃない』（アニメーション制作、2021年）[5]
- 元気グループ『介護領域 ビジョンムービー』（アニメーション制作、2021年）
- DATT JAPAN『スタッフ募集CM』「パグ篇」、「ハムスター篇」（アニメーション制作、2021年）
- NHKワールド JAPAN『Reading Japan』「５分間の人生相談」、「虫の居場所」（アニメーション制作、イラスト、2021年）[6]
- アッヴィ合同会社『壊疽性膿皮症（えそせいのうひしょう）啓発アニメ「適切な診断に出会うまで」』（アニメーション制作、2022年）
- NHK Eテレ『宇宙なんちゃら こてつくん 第2シリーズ』ED制作、#54、#58（アニメーター、3DCG、原画、絵コンテ、演出、2022年）
- DHC『ブランディング映像』「30代編「明日も、守りたいものがある」」、「40代編「明日も、やりたいことがある」」「50代編「明日も、会いたい人がいる」」[7]（アニメーション制作、2023年）
- にじさんじ『小清水透 3Dお披露目イベント』（アニメーション制作、2024年）
- 『負けたらケライ！』（自主制作、監督、2024年）
- 積水ハウス『僕は知らなかった』（青い鳥のイラスト、2024年）
- 日本テレビ『アニメ すみっコぐらし ここがおちつくんです』（監督、演出、2025年）[8]

### みんなのうた
- ◆は、5分間1曲枠の楽曲（ロングのうた）。
- 1.天まで飛ばそ / 七尾旅人（2018年2月・3月放送）
- 2.花さかニャンコ / 谷山浩子（2019年4月・5月放送）
- 3.ポプラの伝言 / 林部智史、ひばり児童合唱団（2023年2月・3月放送）

### その他
- サンユレック『SDGsキャラ サンユレくん』（キャラクターデザイン、2024年）